# Vibeke Skofterud
Vibeke Westbye Skofterud, född 20 april 1980 i Askim i Norge, död 29 juli 2018 på ön St. Helena vid ön Tromøya utanför Arendal i Aust-Agder i Norge, var en norsk längdskidåkare.

## Skidkarriär
År 2000 var Skofterud med i det norska laget som vann VM-guld i lagtempo i rullskidåkning.
Skofterud deltog i två olympiska vinterspel. Individuellt blev hennes bästa resultat en åttondeplats på 30 km från olympiska vinterspelen 2002. Vid olympiska vinterspelen 2010 ingick hon i det norska stafettlaget på 4 x 5 km som vann guld (Skofterud, Johaug, Steira och Bjørgen).
Hon fick sitt internationella genombrott säsongen 2001/2002 och tog flera pallplatser i världscuptävlingar. Den första kom den 8 december 2001 i 5 km klassiska i Cogne. I världscupen tog hon som bäst fem andraplatser individuellt. Skofterud slutade nia totalt i Tour de Ski 2006/0007. Hon var tvåa i världscupen före jul 2007, men på grund av hälsoproblem var hon tvungen att avsluta säsongen i mitten av februari 2008.
Skofterud deltog också vid VM 2001, 2003, 2005, 2007 och 2011. Hennes främsta meriter kom tillsammans med norska stafettlaget. Vid VM 2005 och VM 2011 blev hon guldmedaljör, vid VM 2003 silvermedaljör och vid VM 2007 bronsmedaljör.
Hon blev olympisk mästare i 4 × 5 km stafett vid OS 2010 i Vancouver. Hon tog första etappen i det norska laget, som annars bestod av Therese Johaug, Kristin Størmer Steira och Marit Bjørgen. Detta lag blev också världsmästare i Oslo året därpå.
2012 vann hon Vasaloppet och satte nytt banrekord i damklassen med 4.08.24. Laila Kveli tog silvret och säkrade en norsk dubbel. Skofterud vann damklassen i Vasaloppet 2012 helt överlägset på ny rekordtid, 4:08.24. Hon blev också historisk på ett annat sätt genom att vara den första norska vinnaren på damsidan. Detta var första gången en norsk kvinna vann Vasaloppet efter att det blev en officiell damklass 1997. Jörgen Brink satte nytt banrekord i herrklassen och fick en Volkswagen Tiguan TSI 160 i pris. Skofterud däremot fick bara blommor. Efter loppet riktades kritik från flera håll mot arrangören och sponsorn Volkswagen för att de inte erbjudit samma pris i damklassen. Volkswagen hade ursprungligen en överenskommelse med arrangören om att premiera ett eventuellt rekord i herrklassen, samt ett liknande avtal för damloppet Tjejvasan. Kritiken ledde till att Volkswagen gav henne en bil som pris. Under tiden hade hon redan fått en bil som bonus från sin personliga bilsponsor, BMW.
Den 15 januari 2014 sade Skofterud att hon gav upp som landslagsåkare efter en längre och svårare period och att hon istället skulle fokusera på långdistansåkning. 
Den 18 augusti 2015 meddelade Skofterud att hon skulle sluta som längdskidåkare på toppnivå.
I november 2015 började Skofterud som expertkommentator för Eurosport. Hon var även reporter under Discovery Norways sändningar från Olympiska vinterspelen 2018 i Pyeongchang.
2016 nådde Skofterud finalen i NRK:s realityserie Mesternes Mester, men var tvungen att förlora mot tävlimgscyklisten Thor Hushovd. Friåkaren Andreas Håtveit kom tvåa.

## Död
Skofterud anmäldes försvunnen när hon inte återvände till stugan där flickvännen Marit Stenshorne väntade natten till den 29 juli 2018. Polisen meddelade den 29 juli 2018 att man funnit Skofterud död. Hon hittades samma morgon efter att ha kraschat i en olycka med vattenskoter i Hovekilen på ön Tromøya i Arendals kommun i södra Norge. Hon var alkoholpåverkad när hon kraschade. Skofterud begravdes vid Eidsbergs kyrka i Østfold den 9 augusti 2018.

### Fotnoter
1. ↑  svt.se Läst 29 juli 2018.
2. ↑  ”Norsk skigull i sommervarmen”. Verdens gang. NTB. 31 augusti 2000. http://www.vg.no/sport/langrenn/norsk-skigull-i-sommervarmen/a/5800178/. Läst 28 februari 2024.
3. ↑  ”Arkiverade kopian”. ABC Nyheter (NTB). 22 februari 2008. Arkiverad från originalet den 28 februari 2024. https://web.archive.org/web/20240228155209/https://www.abcnyheter.no/nyheter/2008/02/22/61531/tar-pause-pa-grunn-av-spiseforstyrrelser. Läst 28 februari 2024.
4. ↑  ”Vasaloppet”. Vasaloppet. Arkiverad från originalet den 3 december 2013. https://web.archive.org/web/20131203033229/http://www.vasaloppet.se/wps/wcm/connect/989fe080449c33e79e4cff27c64f5ec4/segrare_Vasaloppet_sv3bcd.pdf?MOD=AJPERES. Läst 29 november 2013.
5. ↑  ”Skofterud med historisk seier i Vasaloppet” (på norska). Verdens gang. 4 mars 2012. http://www.vg.no/sport/ski/langrenn/artikkel.php?artid=10061180. Läst 28 februari 2024.
6. ↑  Sigbjørn Strand; Gorm S. Andresen (5 mars 2012). ”Vibeke Skofterud syntes likestillingen var kommet langt. Så kom hun til Vasaloppet” (på norska). Dagbladet. https://www.dagbladet.no/sport/vibeke-skofterud-syntes-likestillingen-var-kommet-langt-sa-kom-hun-til-vasaloppet/63391596. Läst 28 februari 2024.
7. ↑  Elisabeth Skarsbø Moen (5 mars 2012). ”Kommentar: Vasaloppet-reglene må forandres” (på norska). Verdens gang. https://www.vg.no/nyheter/meninger/i/g5ER0/kommentar-vasaloppet-reglene-maa-forandres. Läst 28 februari 2024.
8. ↑  Knut Arne Hansen (6 mars 2012). ”Nektet bil etter rekord - nå får Skofterud to biler” (på norska). Verdens gang. https://www.vg.no/sport/langrenn/i/VW9Ed/nektet-bil-etter-rekord-naa-faar-skofterud-to-biler. Läst 28 februari 2024.
9. ↑  Camilla Vesteng. ”Skofterud gir seg på landslaget” (på norska). https://www.vg.no/sport/i/q0d9L/skofterud-gir-seg-paa-landslaget. Läst 28 februari 2024.
10. ↑  Martin Ihle (18 augusti 2015). ”Skofterud legger opp: - Kroppen har sagt klart ifra over lengre tid” (på norska). Dagbladet. http://www.dagbladet.no/2015/08/18/sport/langrenn/ski/vibeke_skofterud/40672446/. Läst 28 februari 2024.
11. ↑  Camilla Hellum (26 november 2015). ”Vibeke Skofterud blir ekspertkommentator” (på norska). Kampanje. https://kampanje.com/jobb/2015/11/vibeke-skofterud-blir-ekspertkommentator/. Läst 28 februari 2024.
12. ↑  Stian Grythaugen. ”Disse skal formidle OL på norsk tv” (på norska). Dagsavisen. https://www.dagsavisen.no/sport/2017/11/01/disse-skal-formidle-ol-pa-norsk-tv/. Läst 28 februari 2024.
13. ↑  Katrine Lia (5 mars 2016). ”Hushovd vant Mesternes Mester” (på norska). Agderposten. https://www.agderposten.no/kultur/hushovd-vant-mesternes-mester/. Läst 28 februari 2024.[död länk]
14. ↑  ”Norska OS-medaljören Vibeke Skofterud funnen död”. Dagens Nyheter. https://www.dn.se/sport/norsk-os-medaljor-funnen-dod/. Läst 29 juli 2018.
15. ↑  ”Skofterud hadde promille da hun krasjet” (på norska). TV 2. 3 september 2018. https://www.tv2.no/a/10056886/. Läst 28 februari 2024.
16. ↑  Endre Lübeck; Fredrik Stuve (9 augusti 2018). ”Skofteruds lagvenninner fra VM i Oslo skal bære kista” (på norska). Dagbladet. https://www.dagbladet.no/sport/skofteruds-lagvenninner-fra-vm-i-oslo-skal-baere-kista/70086987. Läst 28 februari 2024.
17. ↑  Fredrik Stuve; Nina Hansen; Marthe Ihle (9 augusti 2018). ”Skofterud gravlegges: Kjærestens ord: - Takk for at jeg fikk lov til å elske deg” (på norska). Dagbladet. https://www.dagbladet.no/sport/skofterud-gravlegges-kjaerestens-ord---takk-for-at-jeg-fikk-lov-til-a-elske-deg/70087258. Läst 28 februari 2024.